# Candala
Candala ou Chandala é uma classe de pessoas na Índia geralmente consideradas como sem castas e intocáveis. 
De acordo com a antiga lei do código de Manu smrti, é a classe formada a partir da união de uma mulher brâmane (a classe mais alta dentro do varna) e um homem sudra (as classes mais baixas). 
O termo também é usado em tempos modernos para uma determinada casta dos agricultores, pescadores, barqueiros.